# Погорелки (Туношенское сельское поселение)
Погорелки — деревня в Ярославском районе Ярославской области. Входит в состав Туношенского сельского поселения.

## География
Находится в восточной части Ярославской области на расстоянии приблизительно 23 км на юго-восток по прямой от станции Ярославль.

## История
В 1859 году здесь (деревня Ярославского уезда Ярославской губернии) было учтено 4 двора, в 1898 — 10.

## Население
Численность населения: 31 человека (1859 год), 0 как в 2002 году, так и в 2010.